# Stora Bortbergstjärnen
Stora Bortbergstjärnen är en sjö i Gagnefs kommun i Dalarna och ingår i Norrströms huvudavrinningsområde.
Sjön ligger strax norr om Örjasängets naturreservat.